# Ebergassing
Ebergassing – gmina w Austrii, w kraju związkowym Dolna Austria, w powiecie Bruck an der Leitha. Według Austriackiego Urzędu Statystycznego liczyła 3 900 mieszkańców (1 stycznia 2014). Do 31 grudnia 2016 należała do powiatu Wien-Umgebung.